# Sophronica subparallela
Sophronica subparallela är en skalbaggsart som beskrevs av Stefan von Breuning 1970. Sophronica subparallela ingår i släktet Sophronica och familjen långhorningar.
Artens utbredningsområde är Kenya. Inga underarter finns listade i Catalogue of Life.